# Pădurea Călineștii Mici (arie protejată)
Călineștii Mici este un sector reprezentativ cu vegetație silvică în raionul Fălești, Republica Moldova. Este amplasat la nord-est de satul Călinești, ocolul silvic Călinești, subparcela 21E. Are o suprafață de 7 ha. Obiectul este administrat de Întreprinderea silvică Glodeni.

## Caracteristici geografice
Aria protejată este situată la nord-est de satul Călinești, pe un versant cu expoziție sud-vestică și altitudinea de 157 m. Din punct de vedere al delimitărilor silvice, pădurea Călineștii Mici se află în subparcela 21E a ocolului silvic Călinești.

## Diversitate floristică
Zona luată sub ocrotirea statului este constituită din arboret natural fundamental valoros de stejar pufos (Quercus pubescens), de productivitate inferioară. Este atribuită la categoria „Ecosisteme forestiere de stejar pufos (Quercus pubescens)”.
Din punct de vedere fitocenotic, comunitățile vegetale din aria protejată au fost atribuite la  asociațiile as. Cotino-Quercetum pubescentis Soó și as. Pruno-spinosae-Crataegetum monogynae (Soo 1927) Hueck, 1931.
Au fost documentate 125 de specii de plante vasculare, dintre care 11 specii de arbori, 10 de arbuști și 105 specii de plante ierboase.

### Arbori
Cea mai răspândită specie este stejarul pufos, acesta fiind însoțit de frasin (Fraxinus excelsior), ulm (Ulmus carpinifolia) și arțar tătăresc (Acer tataricum), iar la lizieră de salcâm (Robinia pseudacacia). Copacii au vârsta de 75-110 ani (2011), consistența 0,6-0,7, înălțimea 10-14 m. Diametrul tulpinii constituie 20-36 cm, iar volumul masei lemnoase – 106 m3/ha.
Lista completă a speciilor din comunitatea forestieră Călineștii Mici este următoarea:
- Acer campestre
- Acer negundo
- Acer tataricum
- Cerasus avium
- Fraxinus excelsior
- Gleditsia triacanthos
- Malus sylvestris
- Pyrus pyraster
- Quercus pubescens
- Quercus robur
- Robinia pseudacacia

În partea de est a ariei protejate este înregistrată o concentrație mai mare de puiet de frasin. În cantități neînsemnate, se găsește și puiet de Quercus pubescens, Acer tataricum, Cerasus avium, Fraxinus excelsior, Malus sylvestris, Pyrus pyraster.

### Arbuști
Stratul de arbuști este bine dezvoltat datorită amplasării răzlețe a arborilor. Astfel, la marginea poienilor s-au format desișuri de arbuști.
Lista completă a arbuștilor identificați în pădurea Călineștii Mici este redată în cele ce urmează:
- Cornus mas
- Crataegus monogyna
- Euonymus europaea
- Euonymus verrucosa
- Ligustrum vulgare
- Prunus spinosa
- Rhamnus cathartica
- Rosa sp.
- Swida sanguinea
- Viburnum lantana

### Ierburi
Gradul de acoperire a stratului ierbos variază între 100% în poieni și 20% în arboret.
Lista completă a speciilor ierboase este redată în cele ce urmează:
- Achillea melifolium
- Adonis vernalis
- Aegonychon purpureo-careuleum
- Agrimonia eupatoria
- Ajuga reptans
- Ajuga genevensis
- Alliaria petiolata
- Allium rotundum
- Anisantha tectorum
- Anthriscus sylvestris
- Arctium tomentosum
- Artemisia austriaca
- Artemisia vulgaris
- Asparagus officinalis
- Astragalus glycyphyllos
- Ballota nigra
- Betonica officinalis
- Bothriochloa ischaemum
- Brachypodium sylvaticum
- Bromus arvensis
- Campanula sibirica
- Capsela bursa-pastoris
- Cardus crispus
- Carex michelii
- Centaurea diffusa
- Cichorioum intybus
- Clinopodium vulgare
- Convolvulus arvensis
- Cynoglossum officinale
- Dactylis glomerata
- Daucus carota
- Echium vulgare
- Elytrigia repens
- Elytrigia intermedia
- Eryngium campestre
- Euphorbia stepposa
- Falcaria vulgaris
- Festuca valesiaca
- Filipendula vulgaris
- Fragaria vesca
- Galium aparine
- Geranium sanguineum
- Geum urbanum
- Glechoma hirsuta
- Hypericum perforatum
- Iris variegata
- Koleria cristata
- Lavatera thuringiaca
- Lamium album
- Lamium purpureum
- Lapsana communis
- Lathyrus niger
- Lavatera thuringiaca
- Leonurus cardiaca
- Leopoldia comosa
- Leopoldia tenuiflora
- Marrubium peregrinum
- Medicago romanica
- Melilotus officinalis
- Muscari neglectum
- Nonea pulla
- Origanum vulgare
- Physalis alkekengi
- Phleum phleoides
- Phlomis tuberosus
- Plantago altissima
- Plantago lanceolata
- Poa angustifolia
- Polygonatum latifolium
- Polygonum aviculare
- Potentilla impolita
- Potentilla recta
- Prunella vulgaris
- Pulmonaria officinalis
- Ranunculus iliricus
- Ranunculus polianthemos
- Rumex acetosa
- Salvia nemorosa
- Salvia pratense
- Salvia verticillata
- Sambucus ebulus
- Scutellaria altissima
- Sedum maximum
- Setaria viridis
- Silene noctiflora
- Sonchus arvensis
- Stachys germanica
- Stachys recta
- Taraxacum officinale
- Thalictrum minus
- Theucrium chamaedrys
- Teucrium polium
- Thymus marschallianus
- Tragopogon dubius
- Trifolium arvense
- Urtica dioica
- Valeriana collina
- Verbascum phoeniceum
- Veronica austriaca
- Vicia villosa
- Vicia hirsuta
- Vinca herbacea
- Vincetoxicum hirundinaria
- Viola tricolor

## Statut de protecție

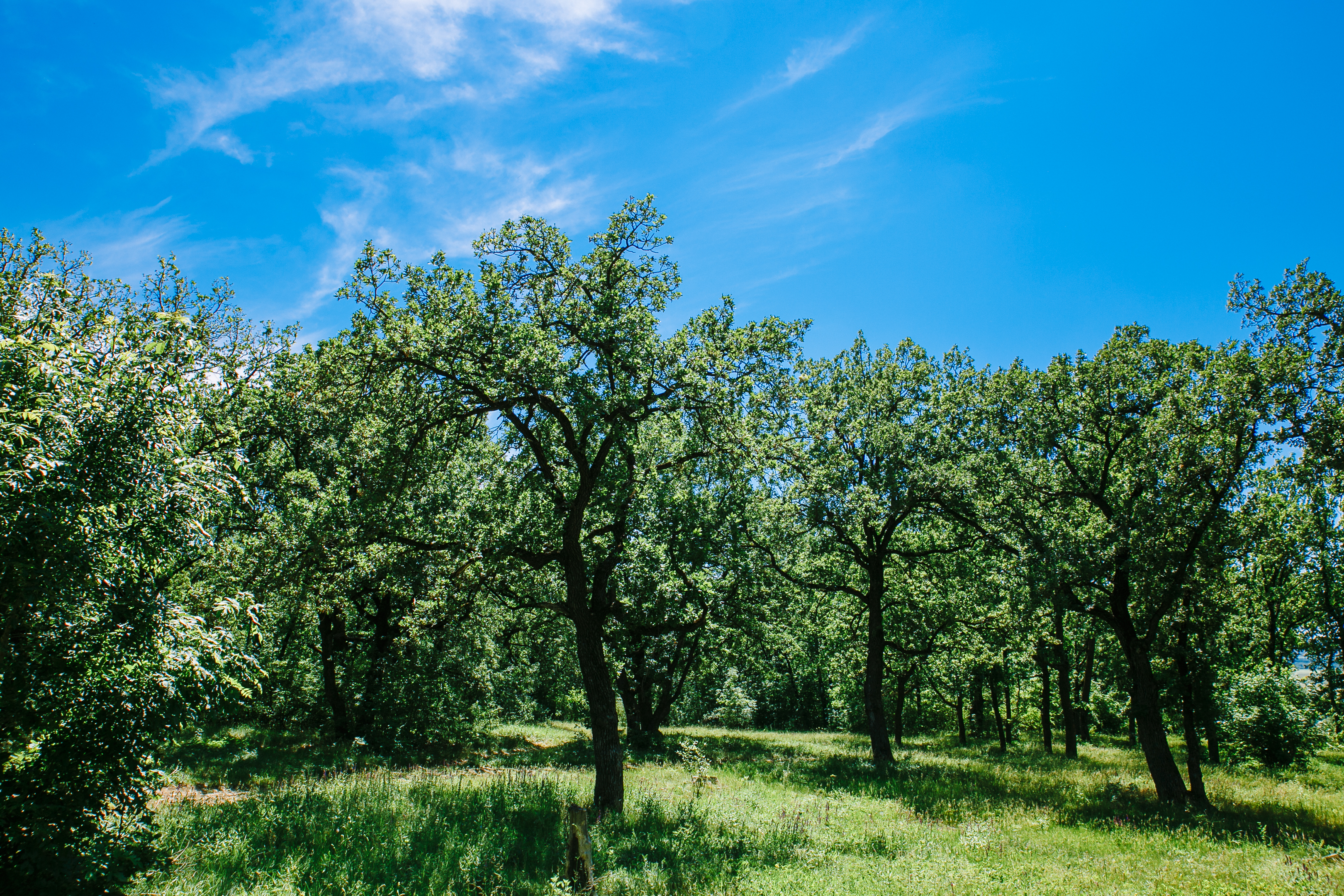
Stejari pufoși (Quercus pubescens)

Călineștii Mici este o suprafață de pădure valoroasă, una din cele mai nordice suprafețe de pădure de stejar pufos. Au fost evidențiate 5 specii de plante rare: Adonis vernalis, Asparagus officinalis, Iris variegata, Leopoldia tenuiflora, Vinca herbacea.
Pădurea a fost luată sub ocrotirea statului prin Hotărîrea Sovietului de Miniștri al RSSM din 8 ianuarie 1975 nr. 5, fiind declarată monument al naturii. Statutul de protecție a fost reconfirmat prin Legea nr. 1538 din 25 februarie 1998 privind fondul ariilor naturale protejate de stat, în anexele căreia pădurea este atribuită la categoria „Monumente ale naturii de tip botanic, a) sectoare reprezentative de vegetație silvică”.
Din cauza nerespectării regimului de zonă de protecție în gestionarea pădurii, în partea de est frasinul se reproduce masiv, substituind stejarul pufos ca specie de bază. Impactul antropologic se manifestă prin extragerea, în unele locuri, a stratului superior de pământ, cu tot cu vegetație, cât și prin urmele lăsate de amatorii de picnicuri.
În vecinătatea ariei protejate se întinde subparcela 21C care, fiind la fel populată de stejar pufos, a fost propusă spre includere în teritoriul ocrotit de stat.